# راغب النشاشیبی
راغب النَّشاشیبی (۱۸۸۲ – ۱۹۵۱) سیاستمدار فلسطینی بود. او در دوره‌های گوناگون چندین سمت در کشورهای عثمانی، فلسطین و اردن را برعهده داشت، از جمله: نمایندگی مجلس عثمانی ۱۹۰۹–۱۹۱۸، مهندس خدمات عمومی در ناحیهٔ قدس، عضو کنگرهٔ سوریه ۱۹۱۹ و شهردار قدس از ۱۹۲۰ تا ۱۹۳۴ که پس از خروج از آن، حزب دفاع ملی را تأسیس کرد. او همچنین پس از تقسیم فلسطین در ۱۹۴۸، فرماندار کل کرانهٔ باختری شد و تولیت عمومی حرم شریف بر عهد داشت و عضو دومین سنای اردن ۱۹۵۰–۱۹۵۱ بود.

## زندگی و پیشه

### سال‌های اولیه
او در سال ۱۸۸۳ یا ۱۸۸۲ در قدس، متصرفیه قدس، امپراتوری عثمانی، به دنیا آمد. پدرش رشید از افراد سرشناس و ثروتمند قدس و از اعضای هیئت مدیرهٔ متصرفیه بود. راغب تحصیلات ابتدایی خود را در مدارس این شهر گذراند و سپس به مکتب سلطانی آنجا پیوست. به استانبول رفت و در آنجا از دانشکدهٔ مهندسی عثمانی فارغ‌التحصیل شد.

### در سیاست
پس از بازگشت به فلسطین، در اواخر دوران عثمانی، به سمت ادارهٔ فواید عمومی در متصرفیه قدس منصوب شد. راغب النشاشیبی که از اعضای انجمن اتحاد و ترقی بود، در پی اعلام قانون اساسی ۱۹۰۸ به عنوان نمایندهٔ قدس در مجلس نمایندگان عثمانی انتخاب شد و تا پایان دوره عثمانی سمت خود را حفظ کرد. پس از پایان جنگ جهانی اول، استانبول را به مقصد شهر حلب ترک کرد و در آنجا اقامت گزید.
راغب نشاشیبی در نشستی که تعدادی از میهن‌گرایان فلسطینی در شهر قدس در بهار ۱۹۱۹ در آستانهٔ ورود کمیسیون تحقیق آمریکایی کینگ کرین به فلسطین برگزار کردند، شرکت کرد؛ آنان بر سر خواست استقلال فلسطین در چارچوب وحدت عرب‌ها و نفی صهیونیسم و میهن ملی یهود توافق کردند.

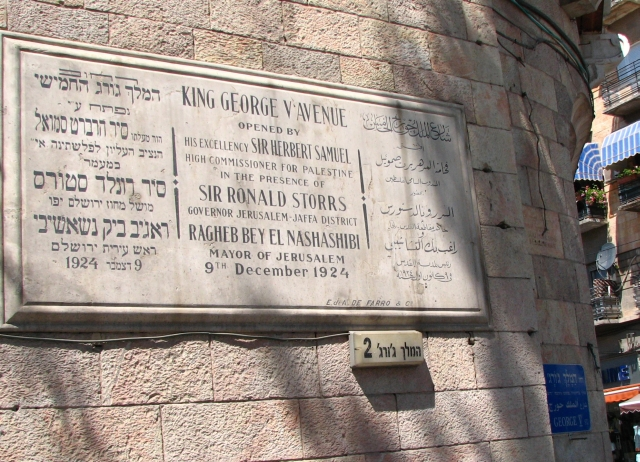
لوح یادبود در خیابان پادشاه جورج در اورشلیم (قدس)، تقدیم‌شده به النشاشیبی، ۱۹۲۴.

موسی کاظم الحسینی به دلیل فعالیت‌های ملی و پس از آنکه مقامات بریتانیا او را به سازماندهی درگیری‌های خونینی که در اوایل آوریل سال ۱۹۲۰ بین عرب‌ها و یهودیان در قدس روی داد، متهم کردند، از کار برکنار شد. مقامات قیمومیت بریتانیا به جای او، راغب النشاشیبی را در سال ۱۹۲۰ خواستند و به عنوان شهردار قدس منصوب کردند. او توسط فرماندار نظامی بریتانیا رونالد استورز منصوب شد. این تصمیم برای انتصاب نشاشیبی خشم شدید میهن‌گرایان را برانگیخت و از آن زمان، او را فردی خارج از منافع ملی می‌دانستند. النشاشیبی تا سال ۱۹۳۴ در سمت خود باقی ماند تا اینکه در انتخابات از رقیب خود حسین فخری الخالدی نامزد فهرست ملی شکست خورد. وی در نتیجهٔ انتخابات شهرداری قدس که در سال ۱۹۲۷ برگزار شد، مجدداً به عنوان سرپرست شهرداری انتخاب شد و تا سال ۱۹۳۴ در این سمت باقی ماند تا اینکه پس از انتخاباتی که در آن سال برگزار شد، حسین فخری الخالدی جانشین وی شد. نشاشیبی در دوران شهرداری، مشتاق هویت عربی شهر قدس بود، زیرا در اولین دورهٔ ریاست خود از مبلغ هنگفتی که توسط آلفرد موند، یکی از یهودیان ثروتمند بریتانیا، برای شهرداری برای صرف پروژه‌های عمومی اهدا شده بود، خودداری کرد. زمانی که او متوجه شد که شرایط تعیین شده توسط این اهداکننده می‌تواند شهرداری را در آینده به یک «مستعمرهٔ یهودی» تبدیل کند.
وی در عضویت کمیتهٔ مشترک فلسطین و انگلیس که توسط کمیساریای عالی بریتانیا برای سازماندهی و ادارهٔ امور اسلامی تشکیل شده بود، شرکت کرد که این کمیته، نظام انجمن شریعت اسلامی را در ۱۲ مارس ۱۹۲۱ تأسیس کرد که مجلس اسلامی اعلا از آن برخاست.
راغب النشاشیبی در اول دسامبر سال ۱۹۳۴ حزب دفاع ملی را در مخالفت با حزب عربی فلسطین و مجلس اسلامی اعلا به ریاست محمد امین الحسینی تأسیس کرد. رویکرد اعلام شده این حزب، طبق «منشور ملی» فلسطین بود که خواستار رد بیانیهٔ بالفور و مهاجرت یهودیان، فروش زمین به یهودیان و ایجاد یک دولت ملی نیابی بود. النشاشیبی عده‌ای از شهرداران، تجار و بازرگانان را دور خود جمع کرد و گروهی را به نام «اپوزیسیون» در برابری «مجلسِین» (دو مجلس) تشکیل داد که رهبری آن‌ها را محمد امین الحسینی، مفتی بیت‌المقدس بر عهده داشت.
در نتیجه، دو گروه به وجود آمد که یکی از آنها به عنوان اپوزیسیون معرفی شد که رهبری آن را النشاشیبی بر عهده داشت و دیگری را الحسینی رهبری می‌کرد که مجلِسِین بودند. با تشکیل کمیتهٔ عالی عرب برای فلسطین، النشاشیبی به عنوان یکی از اعضای آن (به عنوان رئیس حزب دفاع ملی) انتخاب شد. در هیئت فلسطینی در کنفرانس میز گرد در لندن در فوریه سال ۱۹۳۹ شرکت کرد؛ در آن کنفرانس، ریاست هیئت فلسطینی را جمال الحسینی رهبر حزب عربی فلسطین به نمایندگی از امین الحسینی بر عهده داشت که شرکت وی در کنفرانس با مخالفت دولت انگلیس مواجه شد. بلوک «اپوزیسیون» تحت رهبری او در هفتمین کنگرهٔ ملی فلسطین که در ژوئن ۱۹۲۸ برگزار شد، شرکت کرد و نشاشیبی به عضویت کمیتهٔ اجرایی عربی برآمده از آن درآمد. وی در این سمت پس از حوادث قیام «براق»، در هیئت هیئت اجرایی عربی که در مارس ۱۹۳۰ برای مذاکره با دولت انگلیس به لندن سفر کرد، شرکت کرد. زمانی که امین الحسینی ترتیب برگزاری کنفرانس عمومی اسلامی در قدس را در دسامبر ۱۹۳۱ داد، موضع مخالفی با او اتخاذ کرد. وی ابتکار عمل در برگزاری کنفرانسی متضاد در قدس را در جریان کنفرانس عمومی اسلامی به عهده گرفت و آن را «کنفرانس امت اسلامی فلسطین» نامید.
در ۲۵ آوریل ۱۹۳۶، اندکی پس از شروع اعتصاب عمومی، النشاشیبی در عضویت کمیتهٔ عالی عرب که ریاست آن را امین الحسینی برعهده داشت، به نمایندگی از حزب «دفاع» شرکت کرد. اما او در ۴ ژوئیه ۱۹۳۷، چند روز قبل از صدور گزارش کمیسیون تحقیق بریتانیا به ریاست لرد پیل، از این کمیته استعفا داد. او با پروژهٔ تقسیم پیشنهادی کمیسیون پیل مخالفت کرد، اما به‌طور کلی به دلیل اعتدال خود در رویارویی با سیاست بریتانیا و نزدیکی به شاهزاده عبدالله، امیر شرق اردن شهرت داشت، با علم به اینکه که کمیسیون پیل پیشنهاد الحاق بخش عربی فلسطین به شرق اردن را پس از تقسیم فلسطین داد و این الحاق همان چیزی بود که شاهزاده عبدالله آرزوی آن را داشت.
هنگامی که انقلاب دوباره در اوایل پاییز ۱۹۳۷ علیه پروژهٔ پیل آغاز شد، نشاشیبی در رأس اپوزیسیون نتوانست آن خلاء سیاسی را پر کند که پس از پناه بردن امین الحسینی به لبنان برای فرار از دستگیری توسط مقامات انگلیسی به وجود آمده بود.
حزب دفاع ملی و سایر احزاب پس از پایان جنگ جهانی دوم فعالیت سیاسی خود را از سر گرفتند. نشاشیبی با تشکیل مجدد کمیتهٔ عالی عرب در سال ۱۹۴۵ به عنوان یکی از اعضای آن انتخاب شد و فعالیت حزبی خود را تا زمان انحلال احزاب فلسطینی پس از تأسیس هیئت عالی عربی برای فلسطین در ژوئن ۱۹۴۶ ادامه داد. در نوامبر ۱۹۴۵، او به عنوان رهبر حزب دفاع ملی با سایر احزاب فلسطینی (حزب عربی فلسطین، حزب استقلال، حزب بلوک ملی، حزب اصلاح و حزب کنگرهٔ جوانان عرب) در تشکیل مجدد کمیتهٔ عالی عربی که در سال ۱۹۳۷ توسط قیمومیت بریتانیا ممنوع شده بود، مشارکت داشت. با این حال، اختلافات بین جمال الحسینی، رئیس حزب عرب فلسطین (و همچنین رئیس کمیتهٔ عالی عرب) و رهبران سایر احزاب منجر به خروج آنها (از جمله راغب النشاشیبی) از این کمیته در مهٔ ۱۹۴۶ و تشکیل «جبهه عالی عربی» از سوی آنها شد. این تا زمانی بود که اتحادیهٔ کشورهای عرب در ۱۲ ژوئن ۱۹۴۶ تصمیم به تشکیل «کمیتهٔ عالی عرب» متشکل از چهار نفر گرفت که دو نفر نمایندهٔ «جبهه» و دو نفر نمایندهٔ «کمیته» بودند.

### سال‌های واپسین
النشاشیبی و حاج امین الحسینی در مواجهه با جنگ ۱۹۴۸ در برابر دشمن مشترک ناکام ماندند و النشاشیبی آن سال را در خارج از کشور در مصر گذراند. پس از نکبت ۱۹۴۸ و الحاق آنچه از فلسطین باقی مانده بود به شرق اردن، النشاشیبی به عنوان وزیر دولت اردن، سپس فرماندار کل کرانهٔ باختری رود اردن منصوب شد که از الحاق آن، بخشی از پادشاهی هاشمی اردن گشت. او همچنین خادم عمومی حرم شریف شد. تا زمان مرگش عضو سنای (اعیان) اردن بود.او دارای نشان فرمانده والامقام امپراتوری بریتانیا (CBE) است. او در دولت‌های گوناگون اردن سمت‌هایی داشت، از جمله: وزیر پناهندگان در دولت هفتم توفیق ابوالهدی از اول سپتامبر ۱۹۴۹ تا ۱۲ ژانویه ۱۹۵۰، وزیر کشور در دولت هفتم توفیق ابوالهدی از ۱۲ ژانویه ۱۹۵۰ تا ۱۲ آوریل ۱۹۵۰، وزیر کشاورزی در دولت دولت اول سید سعید المفتی از ۱۲ آوریل ۱۹۵۰ تا ۱۱ اکتبر ۱۹۵۰، وزیر حمل و نقل در دولت سومین سمیر الرفاعی از ۴ دسامبر ۱۹۵۰ تا ۱ ژانویه ۱۹۵۱، وزیر کشور، ناظر حرم شریف و خادم اماکن متبرکه در دولت سومین سمیر الرفاعی از اول ژانویه ۱۹۵۱ تا ۲۵ ژوئیه ۱۹۵۱.

## درگذشت
النشاشیبی در آوریل ۱۹۵۱ در سن ۶۹ سالگی بر اثر بیماری در بیمارستان آگوستا ویکتوریا در قدس شرقی درگذشت.

## زندگی شخصی
سه پسر داشت، منصور که در حکومت اردن منصوب شد، و دو پسر که فرانسه زیستند.همسر دوم او که یک یهودی فرانسوی بود در خیابان کانتورا زندگی می‌کرد.